# 綦毋潜
綦毋 潜（きぶ せん、692年 - 755年?）は、中国・唐の詩人。字は孝通。虔州南康県の出身。

## 略歴
開元14年（726年）の進士。右拾遺・集賢院待制・著作郎などを歴任したが、世の乱れを見て官界に望みを絶ち、辞職して江東（長江下流の南岸地方）の別荘に隠棲した。

## 詩人としての彼
代表的作品に、『宿竜興寺（竜興寺に宿る）』（五言律詩）がある。
| 宿竜興寺   |                                       |
| 香刹夜忘歸 | 香刹（こうせつ） 夜 帰るを忘る        |
| 松清古殿扉 | 松は清し 古殿（こでん）の扉           |
| 燈明方丈室 | 灯は明らかなり 方丈の室               |
| 珠繋比丘衣 | 珠は繋（か）く 比丘（びく）の衣       |
| 白日傳心靜 | 白日 伝心静かに                       |
| 青蓮喩法微 | 青蓮（せいれん） 喩法（ゆほう）微なり |
| 天花落不盡 | 天花 落ちて尽きず                     |
| 處處鳥銜飛 | 処処に鳥の銜（ふく）みて飛ぶ          |